# Perissocope bayeri
Perissocope bayeri är en kräftdjursart som beskrevs av Vervoort 1964. Perissocope bayeri ingår i släktet Perissocope och familjen Harpacticidae. Inga underarter finns listade i Catalogue of Life.